# 1520 w polityce

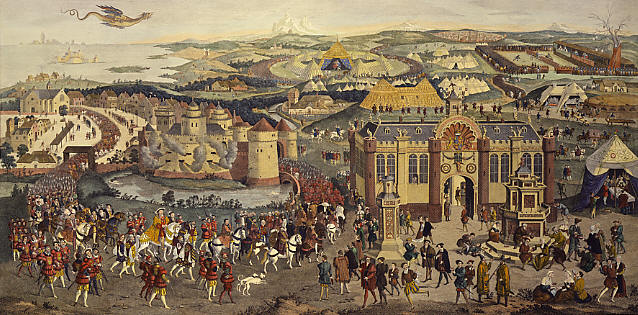
Pole Złotogłowia

Wydarzenia polityczne w 1520 roku.

## Wydarzenia
- 30 czerwca - Smutna Noc (La Noche Triste) - w nocy z 30 czerwca na 1 lipca Hernán Cortés przeprowadza ewakuację hiszpańskiego garnizonu z Tenochtitlánu[1].
- 7 lipca - bitwa pod Otumbą - zwycięstwo konkwistadorów nad Aztekami[1].
- Królowie Francji Franciszek I Walezjusz i Anglii Henryk VIII Tudor spotkali się na Polu Złotogłowia[2].

## Urodzili się
- 1 sierpnia Zygmunt II August, król Polski[3].

## Zmarli
- 30 czerwca Montezuma II, władca Azteków[4].